# Glaphyra molorchoides
Glaphyra molorchoides là một loài bọ cánh cứng trong họ Cerambycidae.